# Susana (discípula)
Susana (em grego: Σουσαννα), cujo nome significa Lírio, é uma das mulheres associadas ao ministério de Jesus segundo o Evangelho de Lucas.

## Relato bíblico
Susana aparece unicamente em Lucas 8 (Lucas 8:1–3), sendo mencionada como uma discípula de Jesus que o ajudava com seus recursos, juntamente com outras "mulheres que haviam sido curadas de espíritos malignos e de enfermidades", Maria Madalena e Joana, esposa de Cusa.

## Portadora de mirra

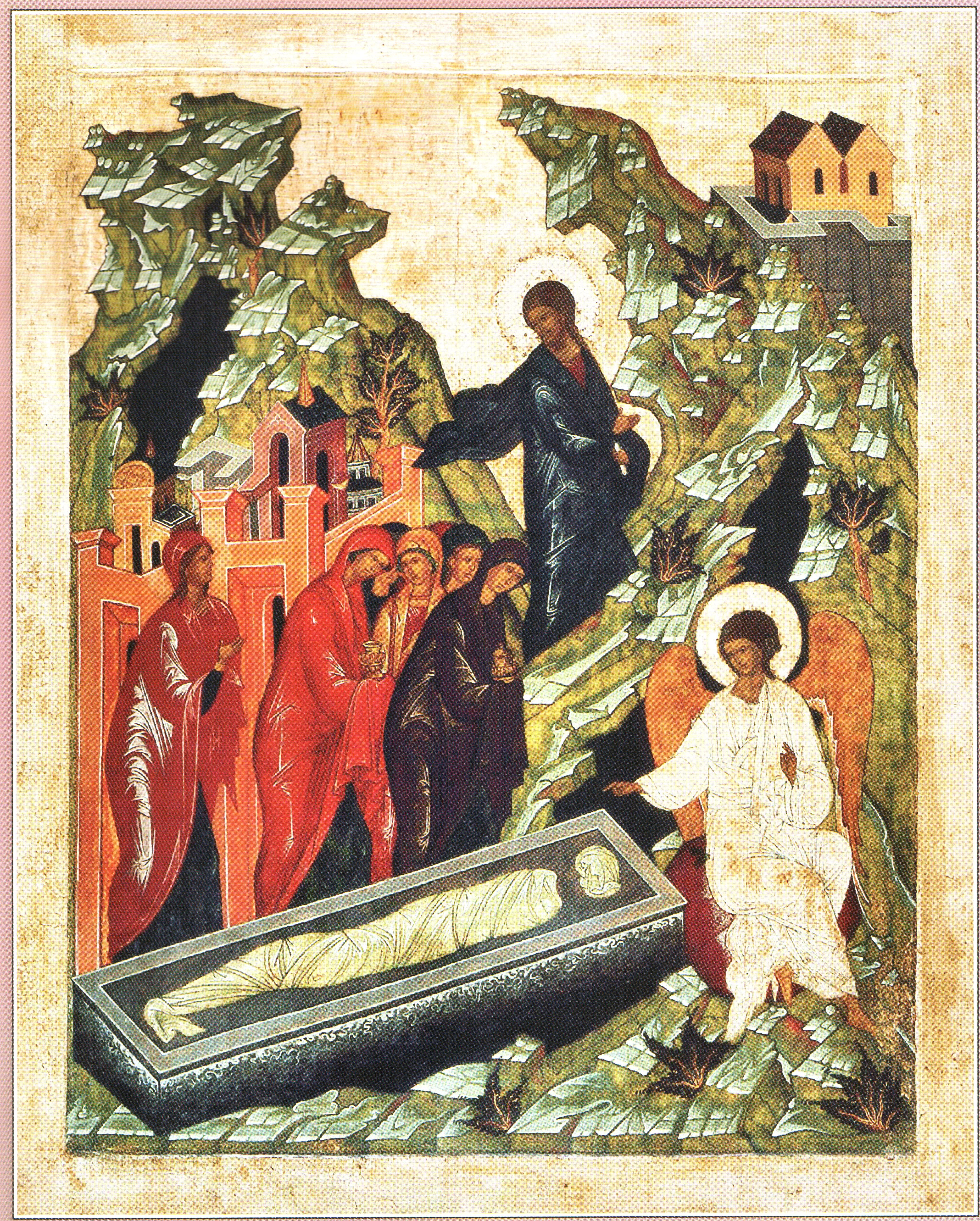
Ícone bizantino retratando as mulheres na descoberta do túmulo vazio, autor desconhecido

Segundo a tradição, Susana é citada por Lucas, junto de «Maria Madalena e Maria, mãe de Tiago» (Lucas 24:10), como testemunha da ressurreição de Jesus enquanto levava mirra para ungir o seu corpo em companhia das demais mulheres, fato pelo qual é chamada de mirrófora. Susana é venerada como santa, de forma especial pelas Igrejas Orientais.